# Opatovický mlýn
Opatovický mlýn je historická budova u Opatovického rybníka v Třeboni v okrese Jindřichův Hradec, jež se stala sídlem Mikrobiologického ústavu Akademie věd ČR (MBÚ AV ČR) – Centra ALGATECH.

## Popis a historie
Původní mlýn je třípatrový objekt v Novohradské ulici čp. 237, který stojí v blízkosti Zlaté stoky pod hrází Opatovického rybníka přibližně 2 km jižně od centra města Třeboň. Poprvé je v písemnostech zmiňován roku 1367 v rámci řádu cisterciáků a v první polovině 15. století byl popsán, že obsahuje sedm kol. Po sekularizaci kláštera v roce 1566, když přešel do rukou rodu Rožmberků, k mlýnu patřily také další podniky stoupa na kroupy, pila a soukenická valcha. Postupně se také rozšiřoval, přestože několikrát vyhořel, ale opati obnoveného třeboňského kláštera jej vždy nechali rekonstruovat. Během obléhání Třeboně v letech 1621 až 1622 byl kompletně do základů vypálen, poté jen částečně obnoven. Zcela byl obnoven roku 1708. Kvůli letním pobytům třeboňských opatů byla ve mlýně v patře vznikla malá kaple s výklenkovým oltářem. Od roku 1769 v objektu hospodařili mlynáři, kteří jej měli v emfyteutickém držení, a to i po zrušení kláštera v roce 1785.
Voda k mlýnu byla nejdříve přiváděna z Lužnice takzvanou landštejnskou stokou, zmiňovanou v historických dokumentech jako 'příkop' a využitou Štěpánkem Netolickým ke stavbě Zlaté stoky.
Když v polovině 50. let 20. století zemřela vdova po posledním mlynáři, objekt přešel do vlastnictví státu. V roce 1961 byla budova vyjmuta ze seznamu kulturních památek a o rok později se stala součástí areálu Mikrobiologického ústavu AV ČR.  V letech 1962–1964 prošel objekt významnou rekonstrukcí, během níž byly uvnitř vybudovány byty a provedeny další změny nutné pro fungování vědeckého pracoviště, a naopak odstraněny budovy jako stáje a pila. V letech 2009–2014 proběhla rekonstrukce celého areálu MBÚ, v budově byly při ní obnoveny původní stavební prvky jako nika s kopií oltáře, došlo k odkrytí krovů a rozšíření podkroví. Pro veřejnost se areál otvírá v rámci letních exkurzí.

## Další fotografie

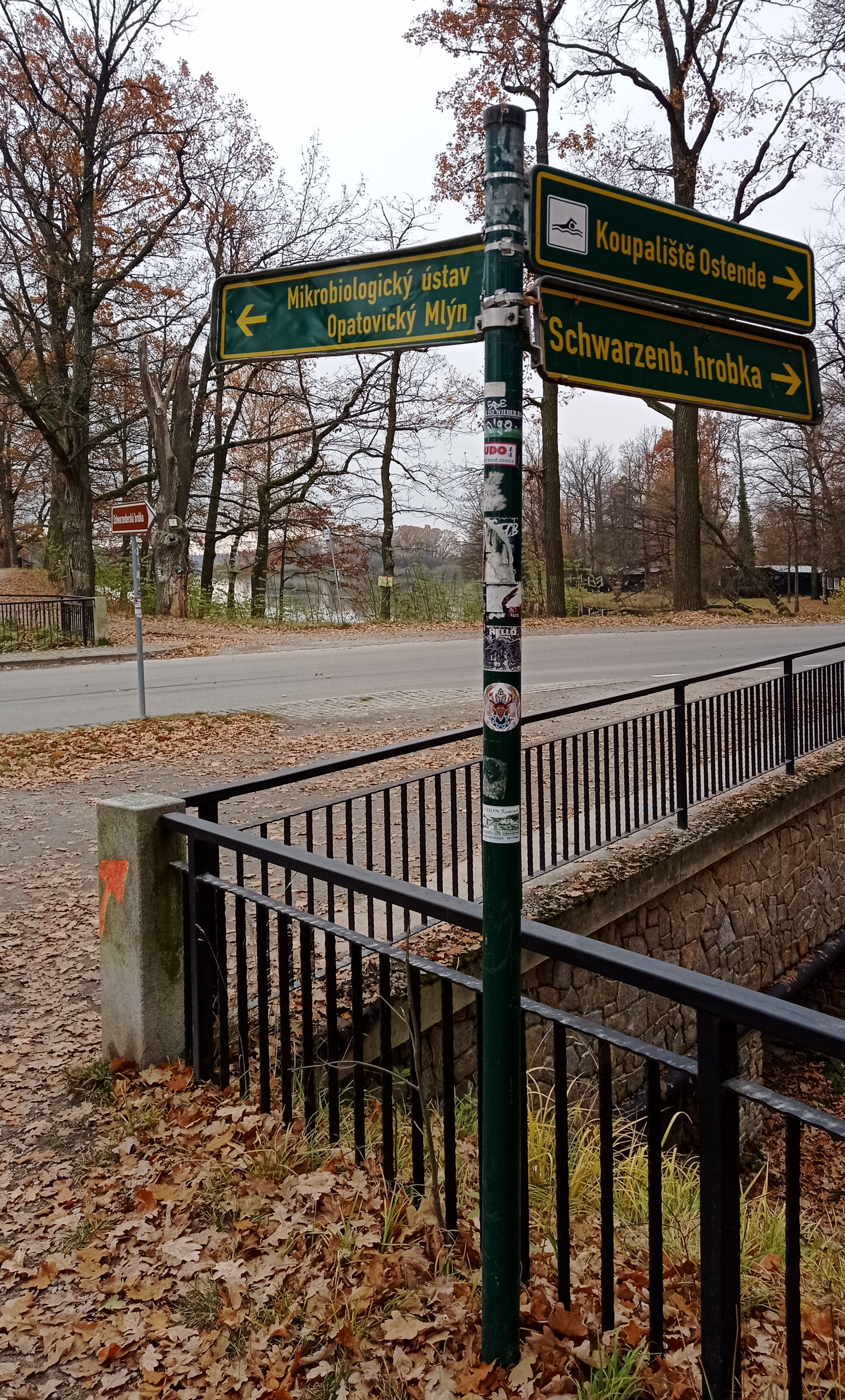
K mlýnu vede naučná stezka Okolo Třeboně
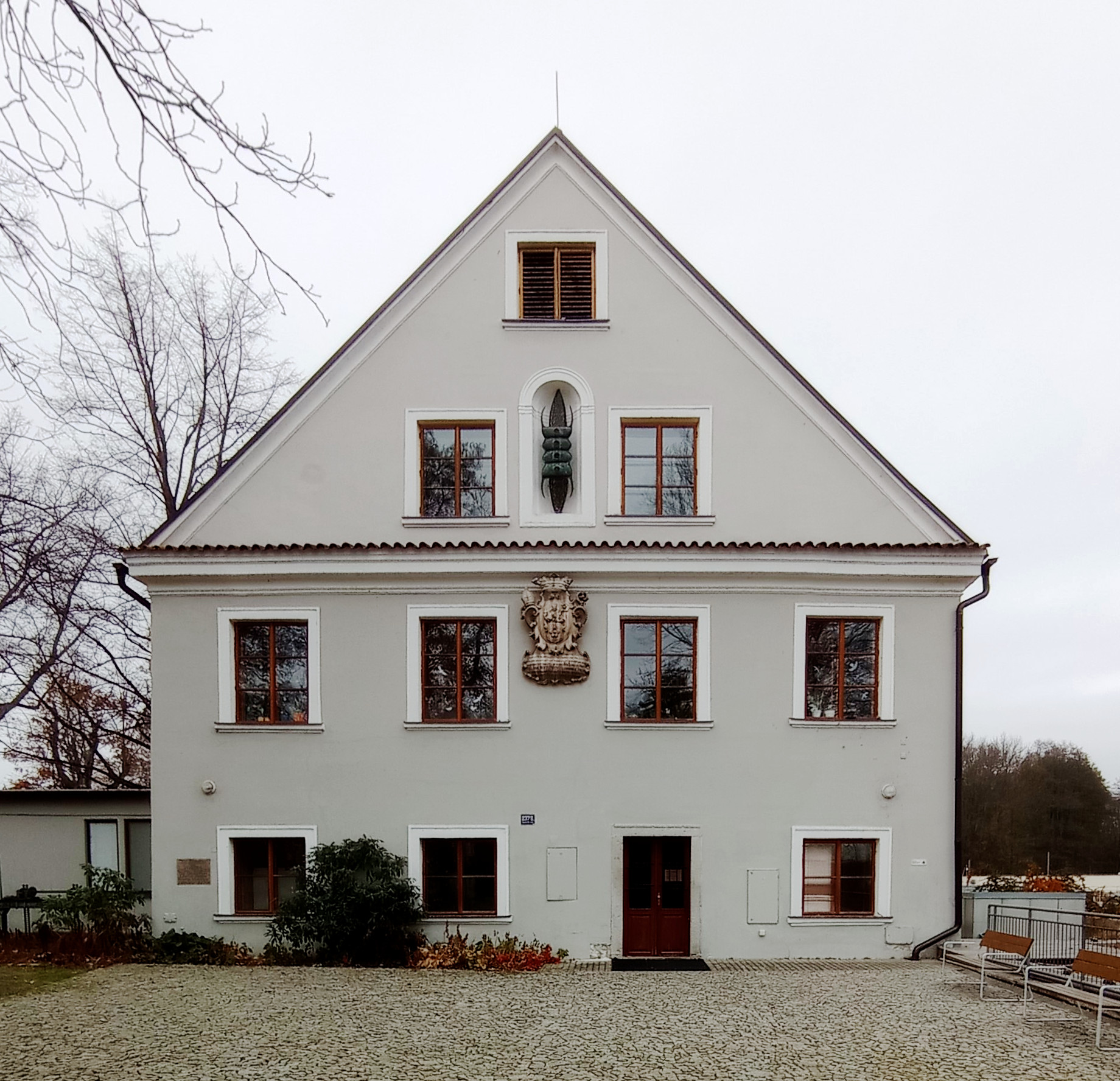
Čelní fasáda
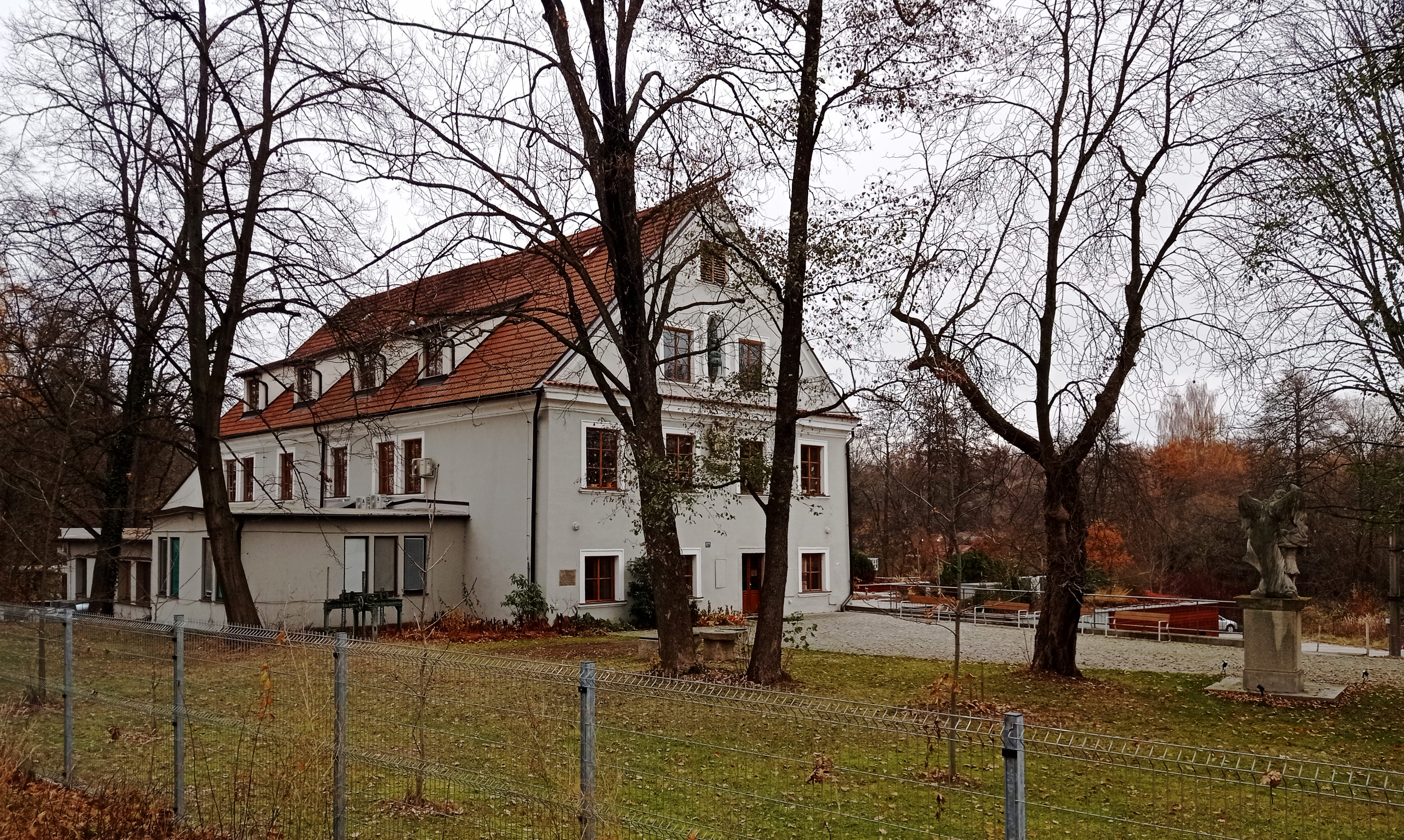
Mlýn s okolím
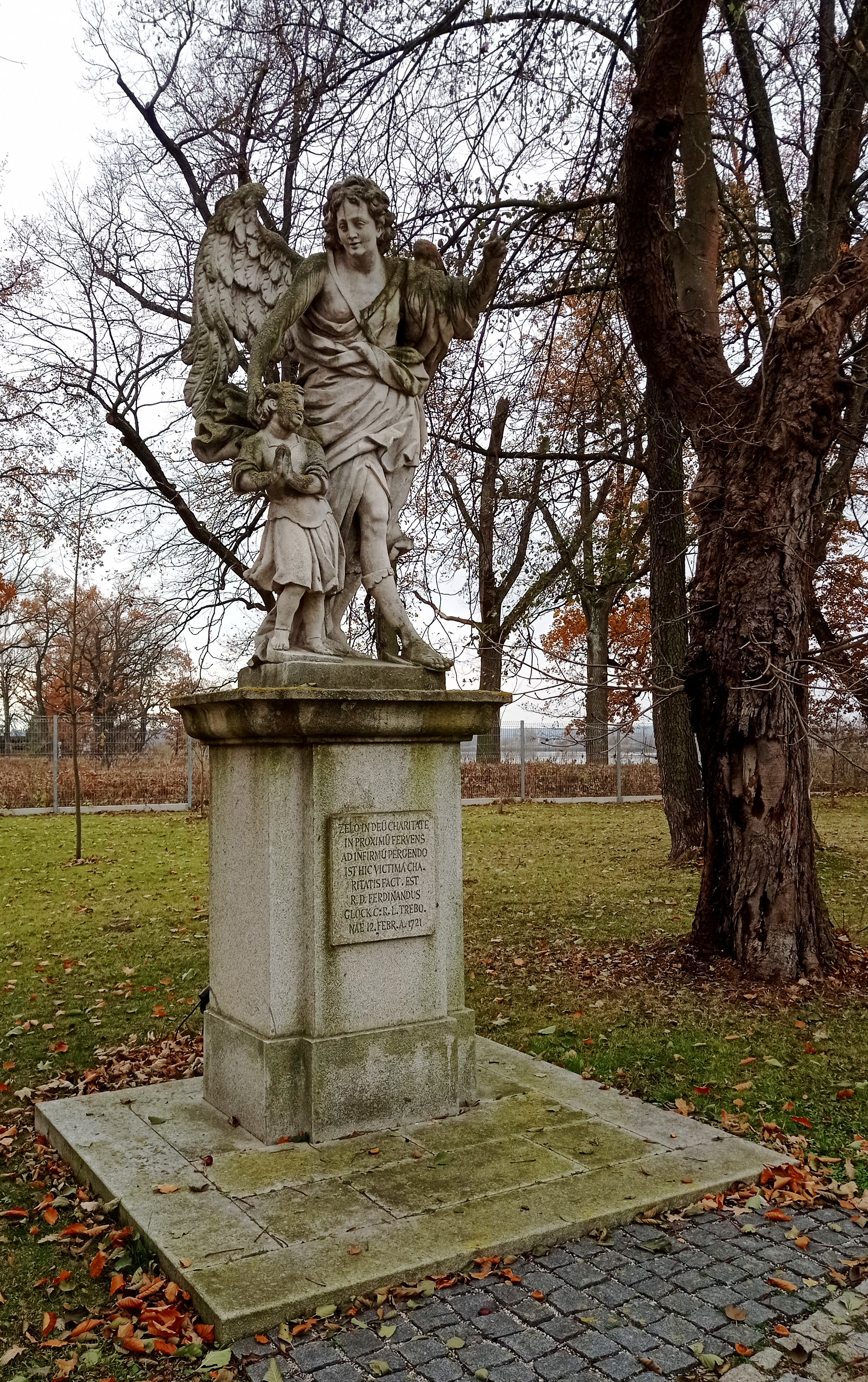
Socha strážného anděla z r. 1721
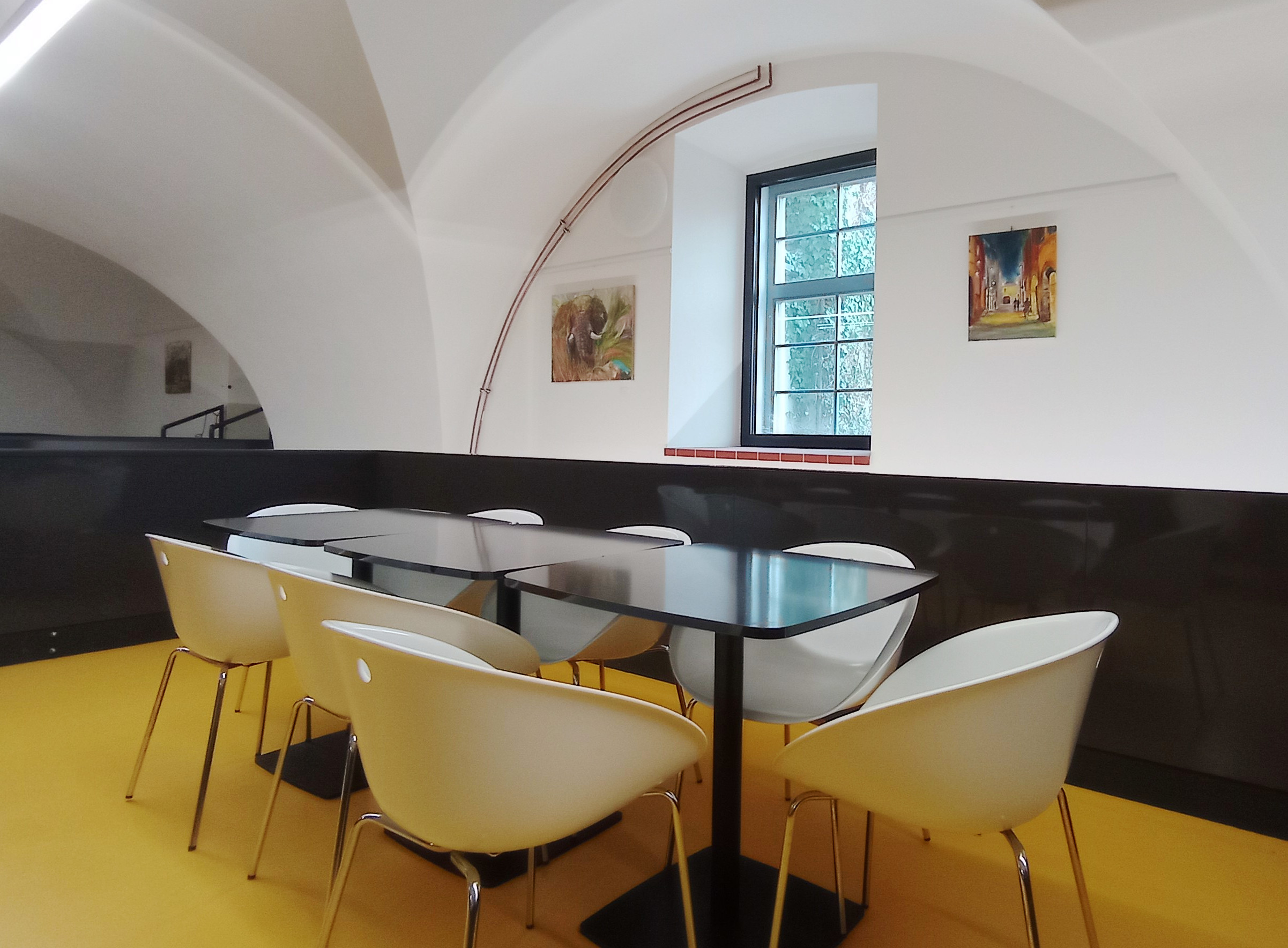
Klenba bývalé mlýnice
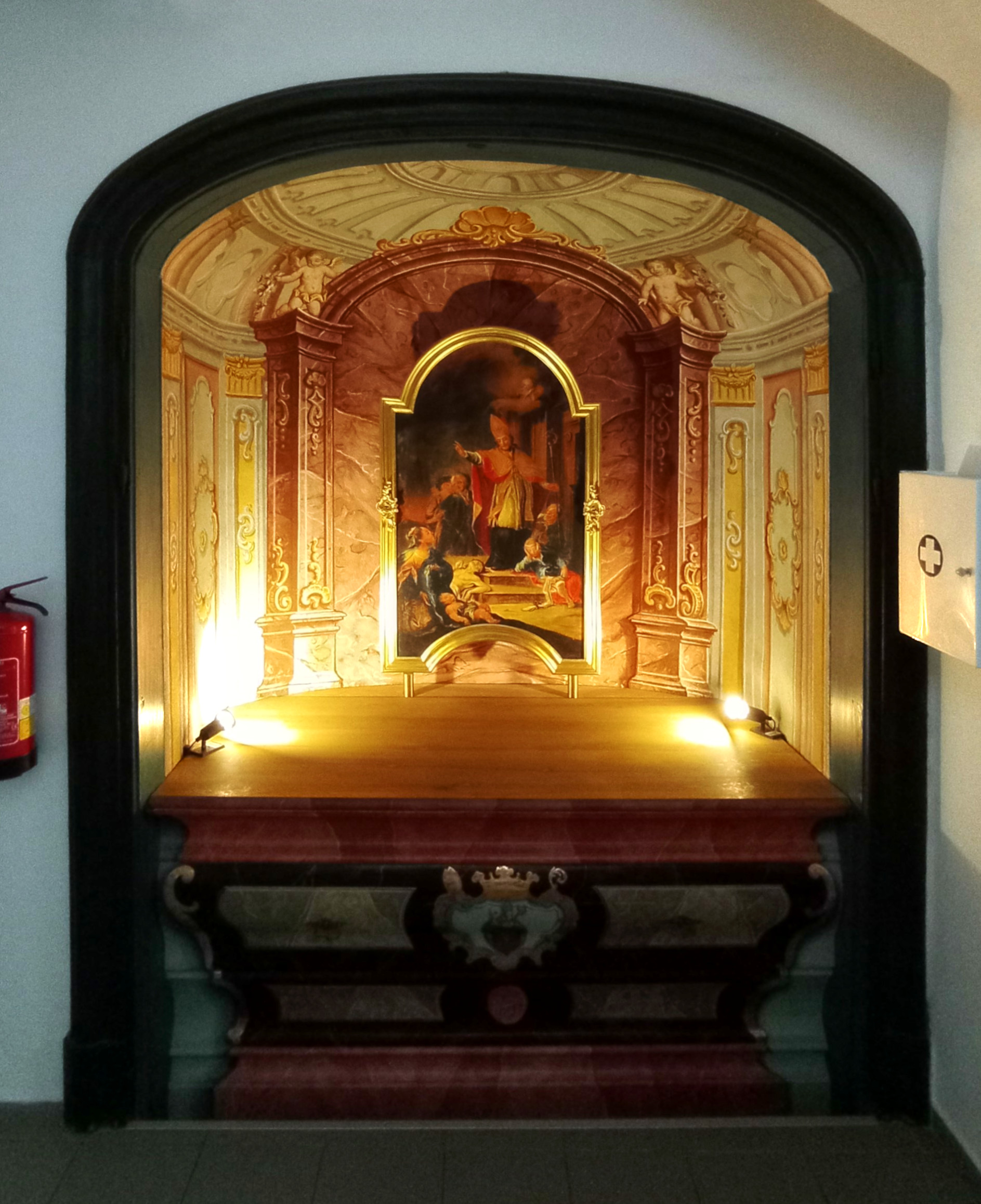
Oltář sv. Ubalda